# Latineosus cayo
Latineosus cayo är en dagsländeart som beskrevs av Sun och Mccafferty 2008. Latineosus cayo ingår i släktet Latineosus och familjen slamdagsländor. Inga underarter finns listade i Catalogue of Life.